# ポリ・ゲノヴァ
ポリ・ゲノヴァ（Поли Генова / Poli Genova、1987年2月10日 - ）は、ブルガリアの歌手である。

## 来歴
幼い頃から歌唱への関心が高く、1995年に結成された子どもたちによる音楽グループ「ボン・ボン」の初期メンバーのひとりとなった。2005年と2006年にはトリオ「メロディ」の一員としてユーロビジョン・ソング・コンテストの国内選考に参加している。リュボミル・ピプコフ国立音楽学校でクラリネットを専攻して卒業しており、更に映画製作を学んでいる。
国際連合児童基金（UNICEF）のチャリティ企画「ヴェリコレプナタ・シェストルカ（Великолепната шесторка）」の一翼を担い、また「アジス・ショー」に出演、ダニ・ミレフ・バンドとともにリアリティ番組「ブルガリア・ダンシング・スター」第1回にも参加した。

### ユーロビジョン・ソング・コンテスト
2011年2月、楽曲「Na inat」によりユーロビジョン・ソング・コンテスト2011のブルガリア代表に選ばれ、2011年5月にドイツのデュッセルドルフで行われる同大会に出場した。
2015年10月、ブルガリア・ソフィアで開催されたジュニア・ユーロビジョン・ソング・コンテスト2015の司会を務める。
2016年3月、ブルガリア国営放送の内部選考により、ユーロビジョン・ソング・コンテスト2016のブルガリア代表に選ばれた。2016年5月にスウェーデン・ストックホルムで開催される同大会にて、代表曲「If Love Was a Crime」を歌う。